# 意大利街
意大利街（羅馬化：Italyanskaya ulitsa）是俄罗斯圣彼得堡市中心的一条街道，从格里博耶多夫运河到丰坦卡河。沿途经过艺术广场和馴馬場廣場，以及米哈伊洛夫街、花園大街、小花园街（Малая Садовая улица）和大篷车街（Караванная улица）等街道 。长约1000米。
格里博耶多夫运河上的意大利桥得名于意大利街。

## 历史

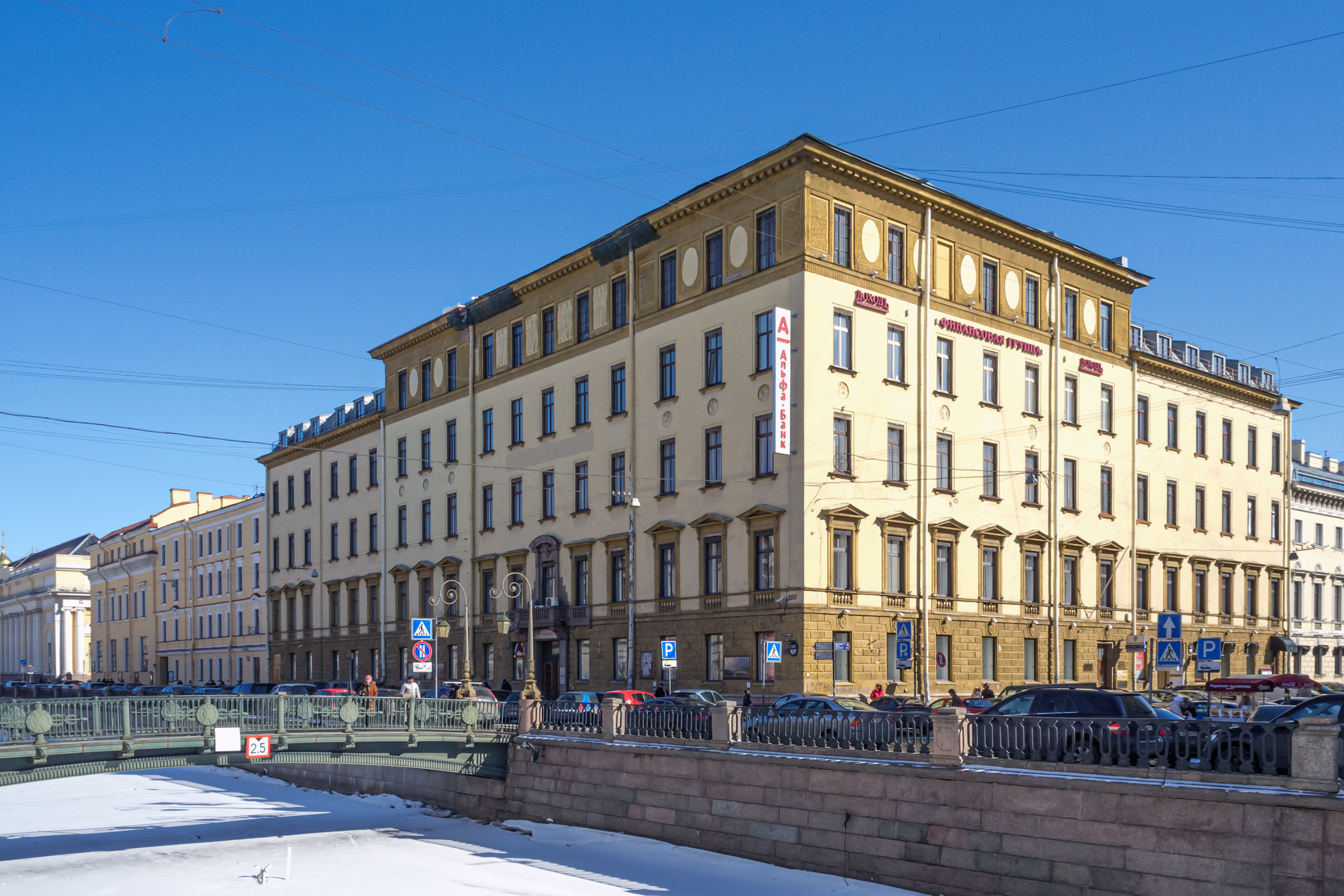
Особняк Горчакова — ныне офис ОАО «Гипрошахт»

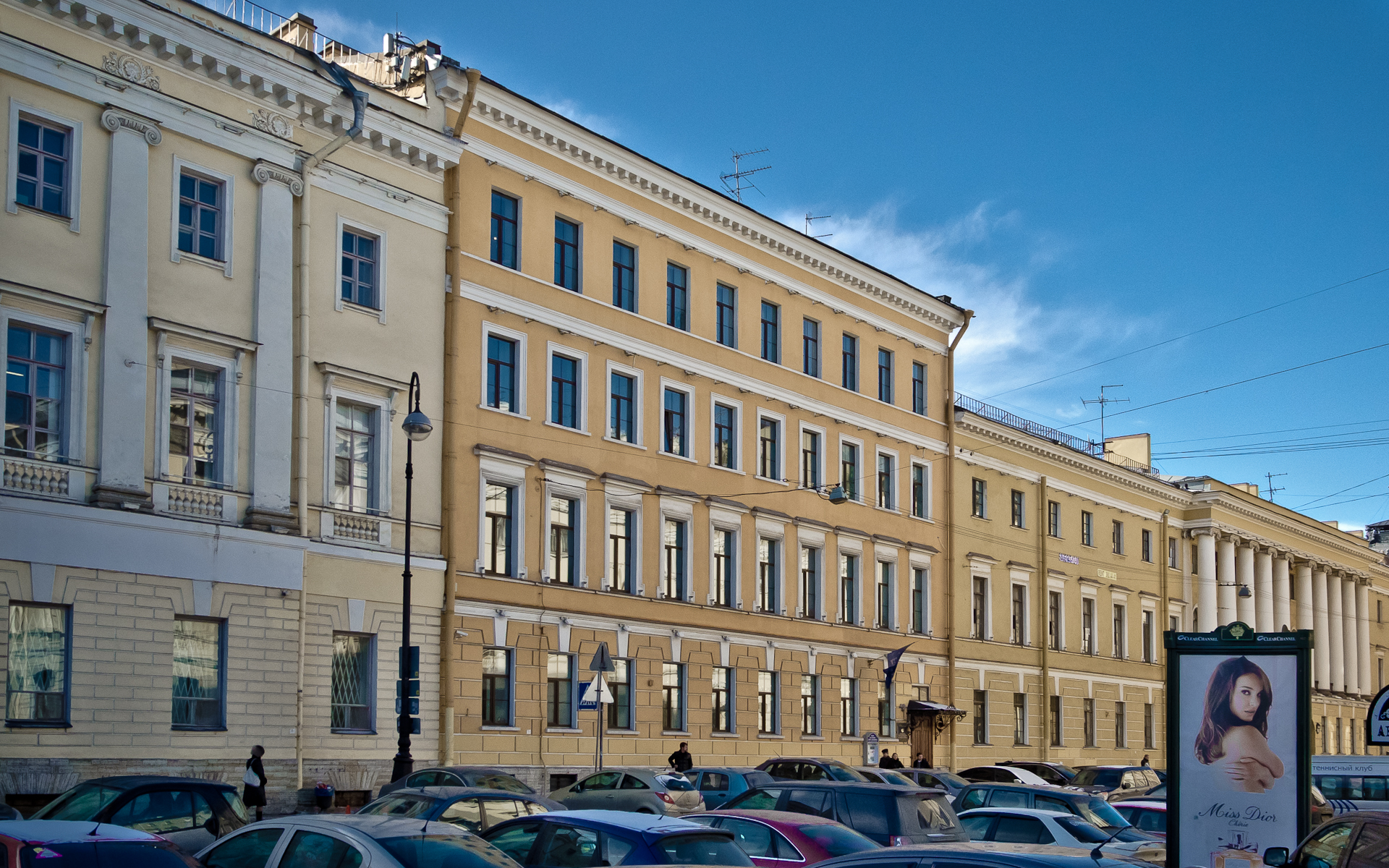
Дом костёла святой Екатерины

1739年，这条街以附近的意大利宫命名。意大利宫在19世纪初拆除，改建叶卡捷琳娜学院（Екатерининский институт）。
1878年8月4日，在意大利街上，男子S. Kravchinsky（С. Кравчинский）刺杀步行回家的宪兵总长梅赞佐夫将军（Мезенцов）。
1923年，这条街以在内战中牺牲的亚历山大·塞米奥诺维奇·拉科夫专员（Александр Семёнович Раков，1885-1919年）命名，街道的前名于1991年恢复原名。

## 建筑

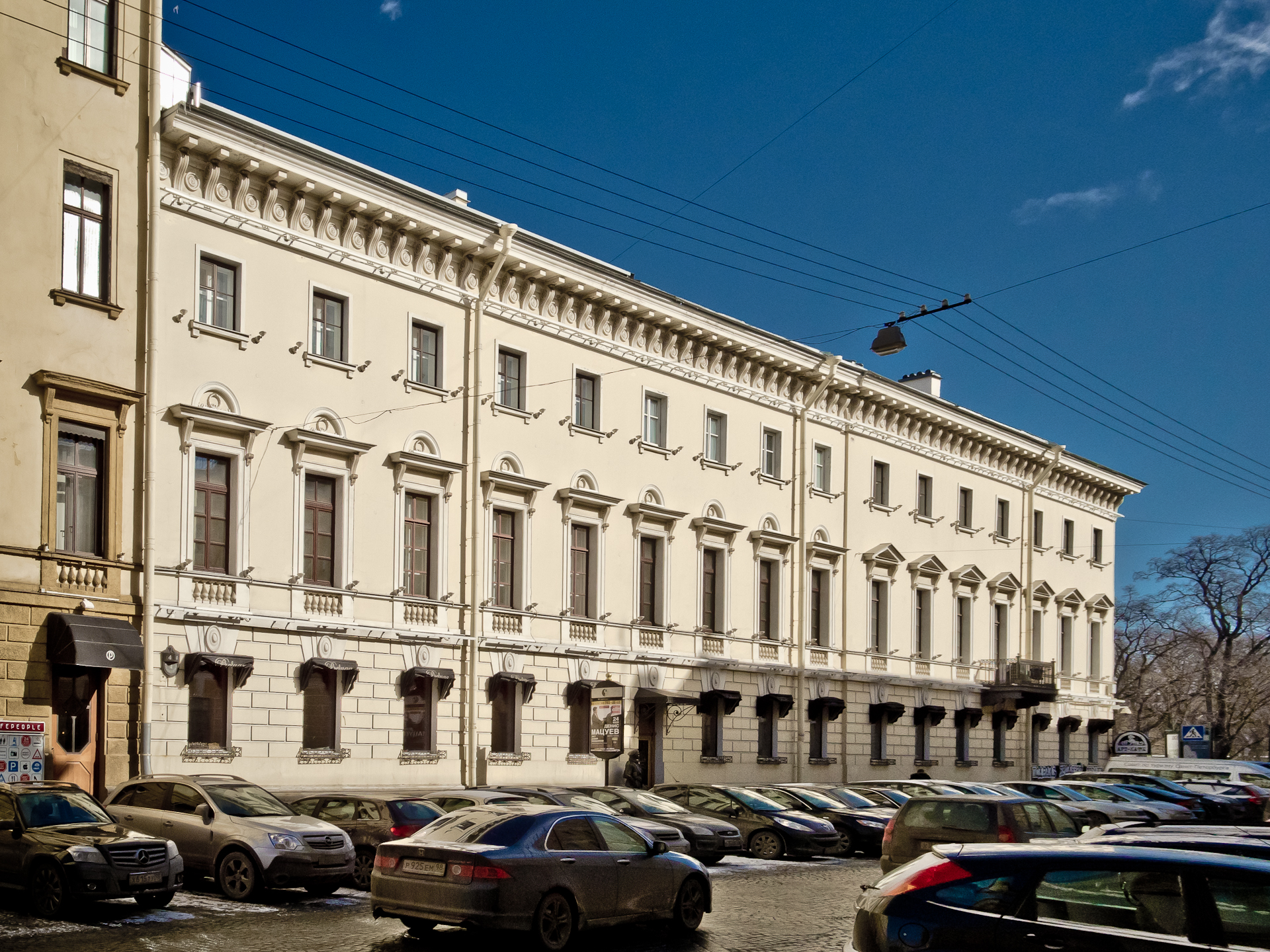
雅科大楼（Дом Жако），4号
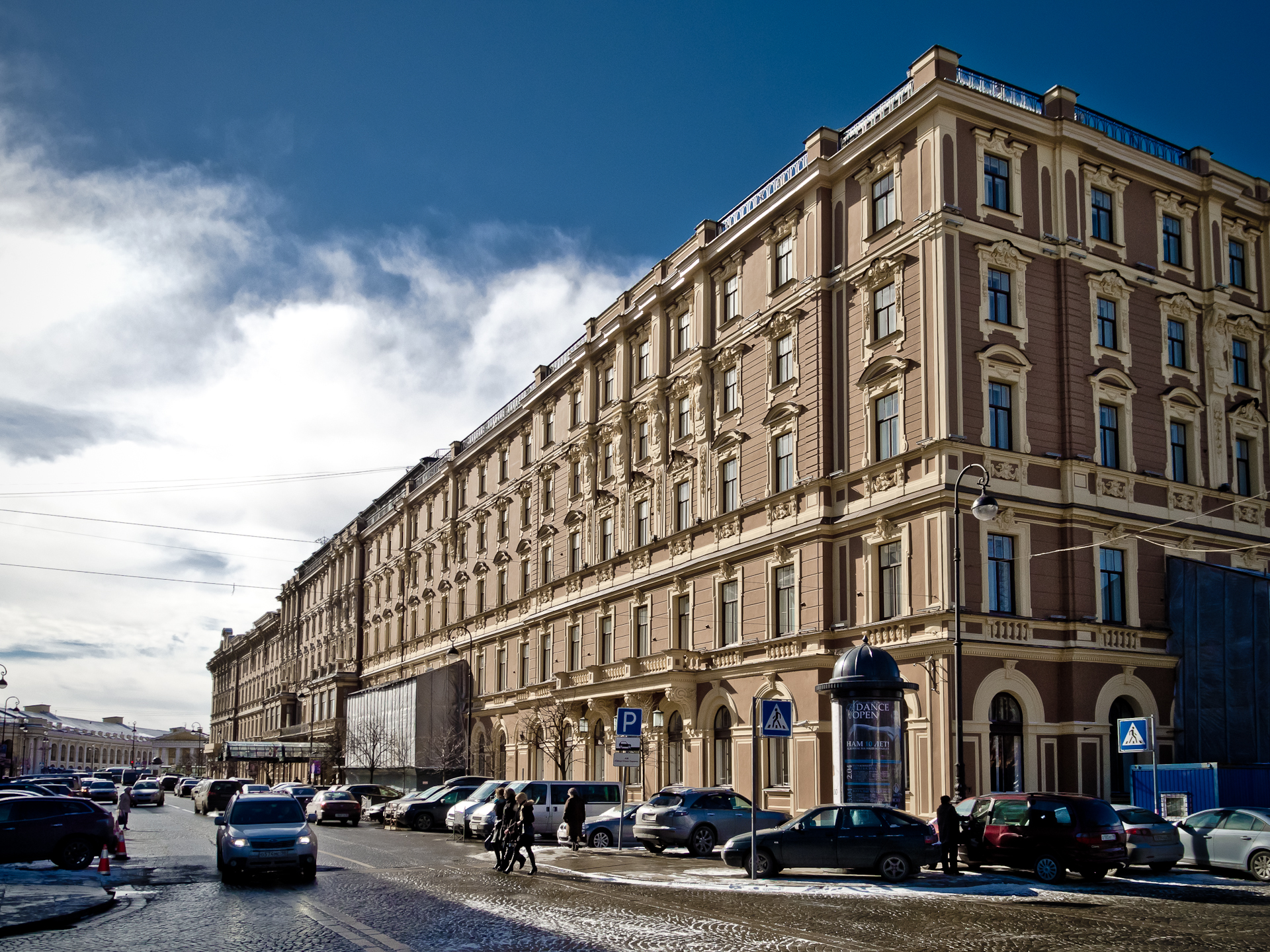
欧洲大酒店（Гостиница Европейская）
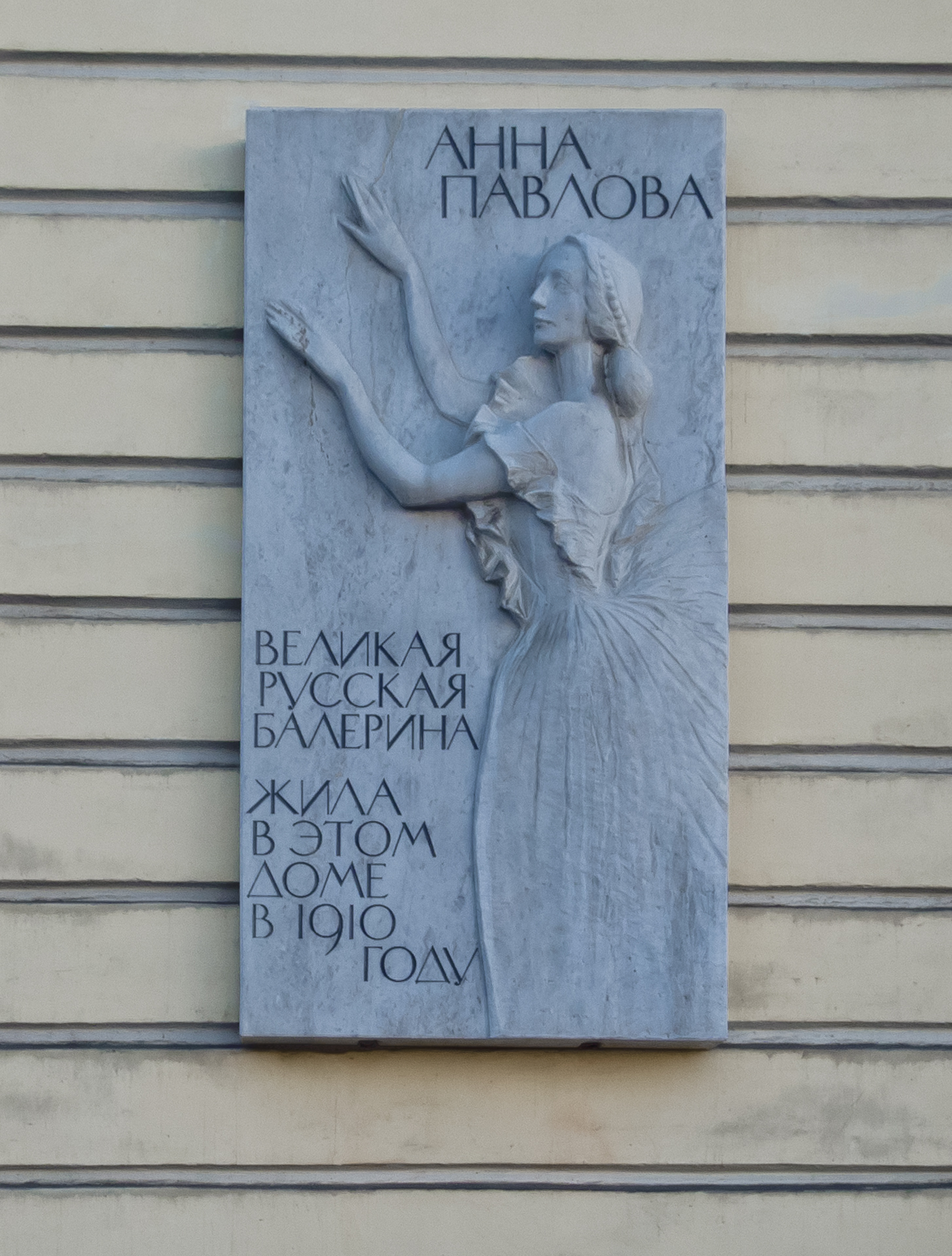
安娜·巴甫洛娃故居纪念牌，5号
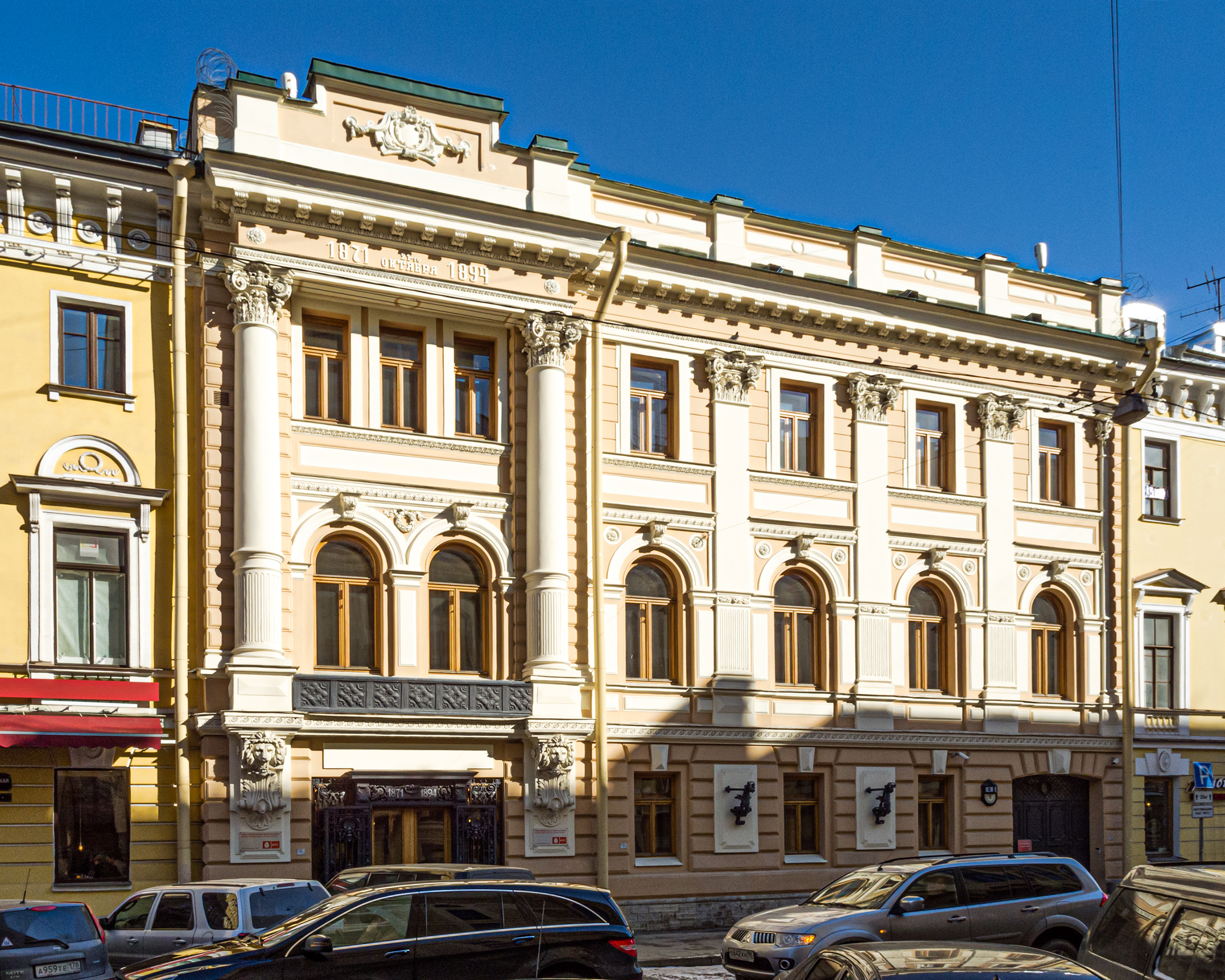
Здание Общества взаимного кредита уездного земства
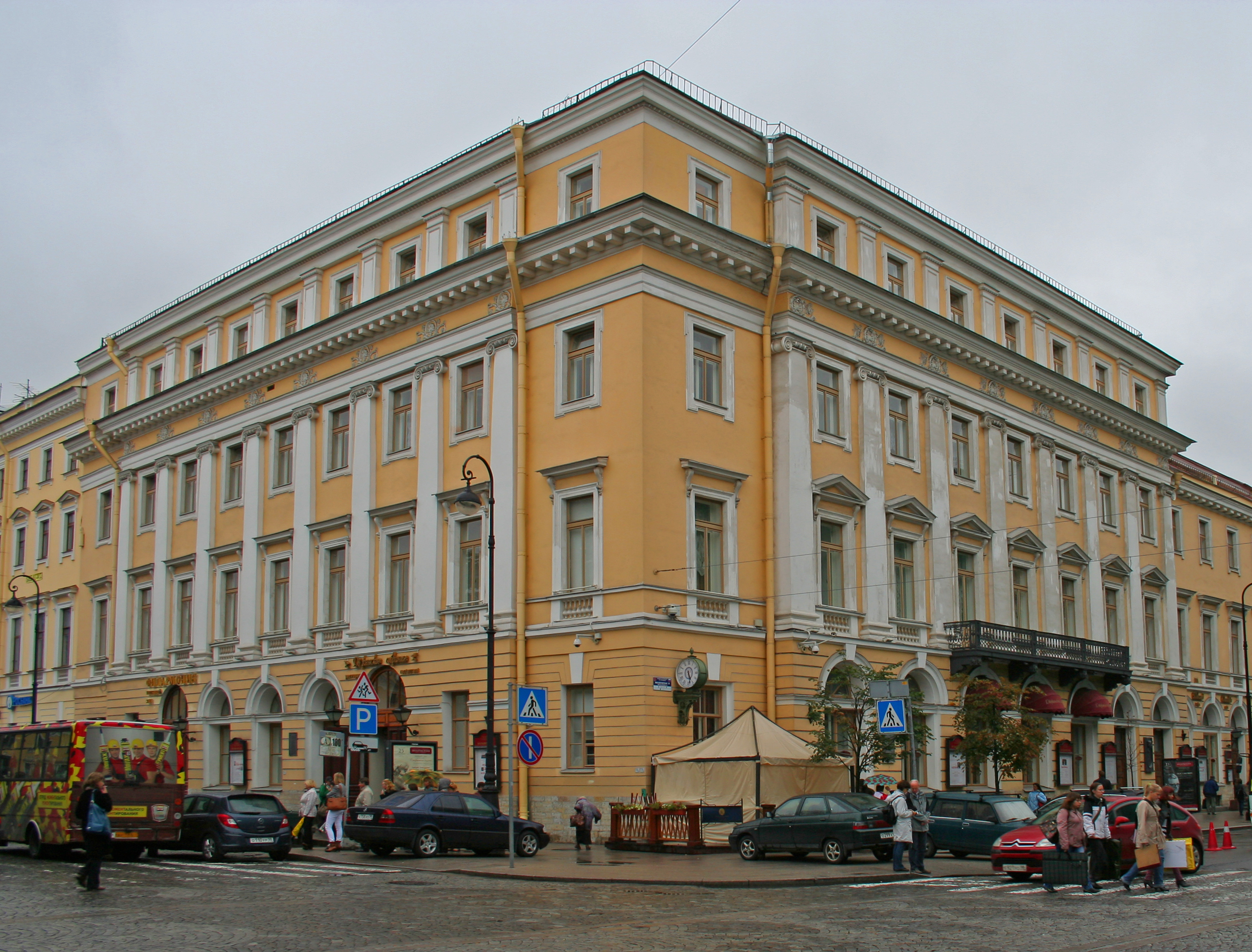
Дворянское собрание — Филармония имени Д. Д. Шостаковича
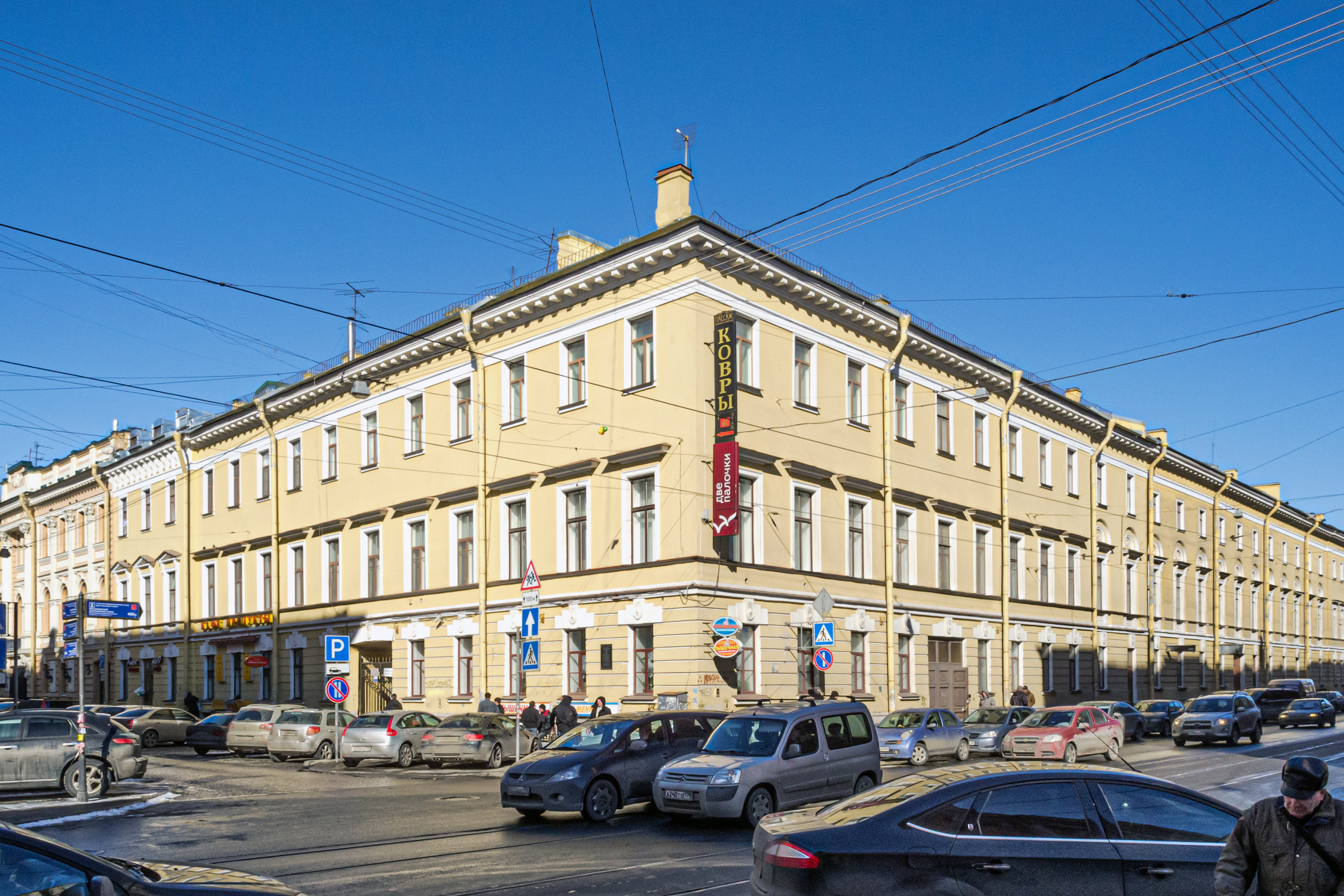
雅科夫列娃大楼（Дом Яковлевой）
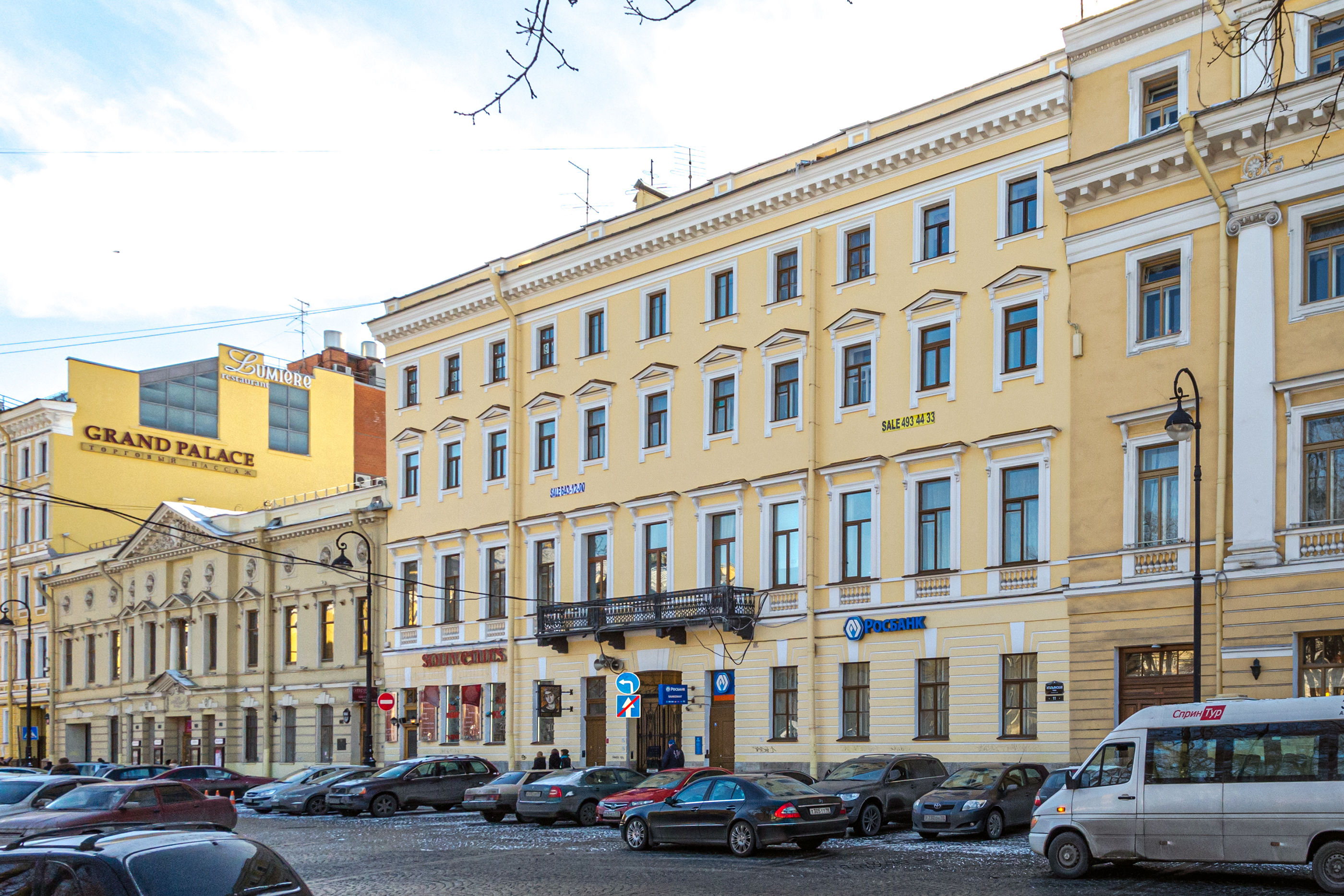
Доходный дом С. С. Абамелек-Лазарева
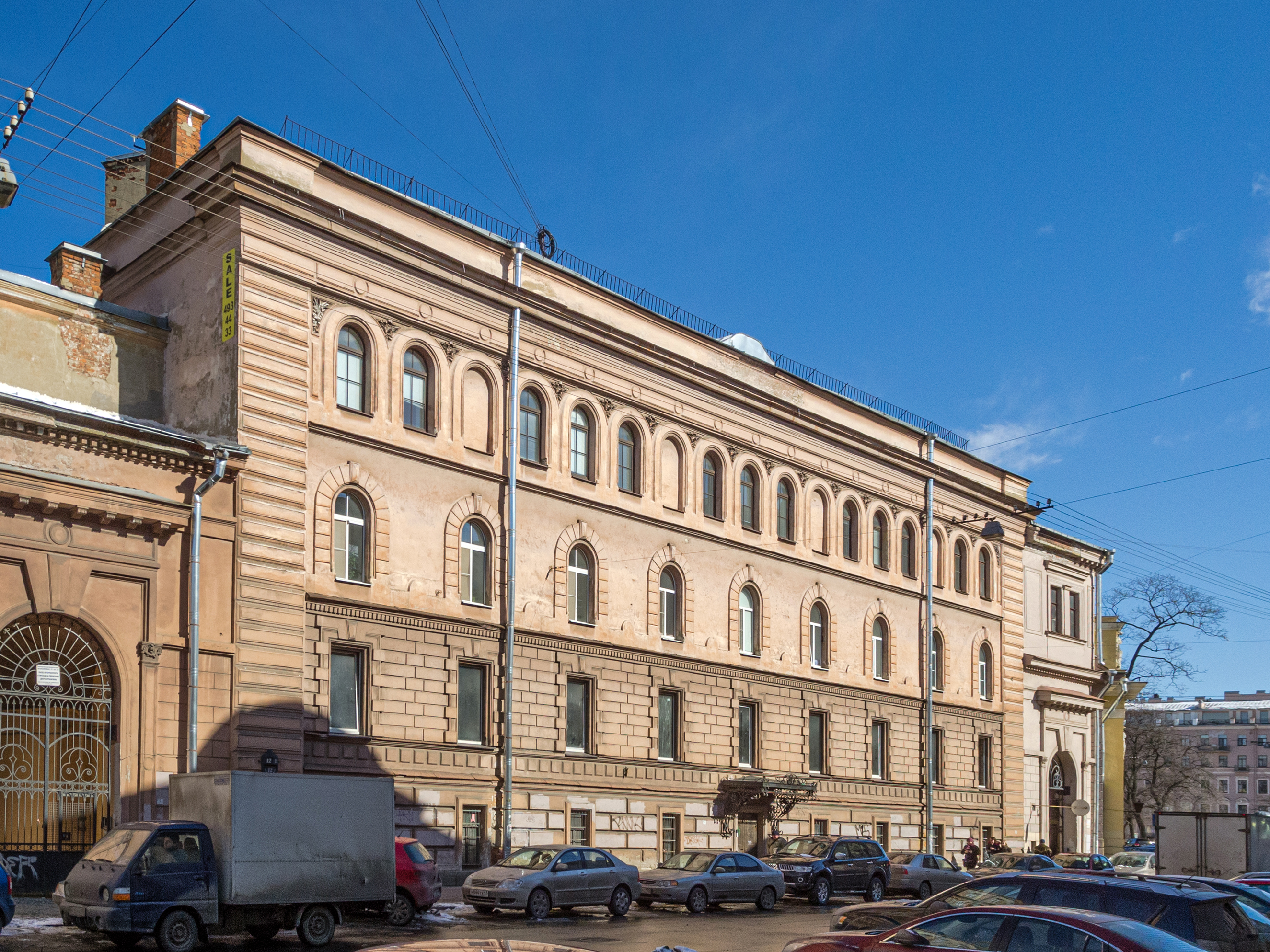
Кадетский корпус Императора Александра II
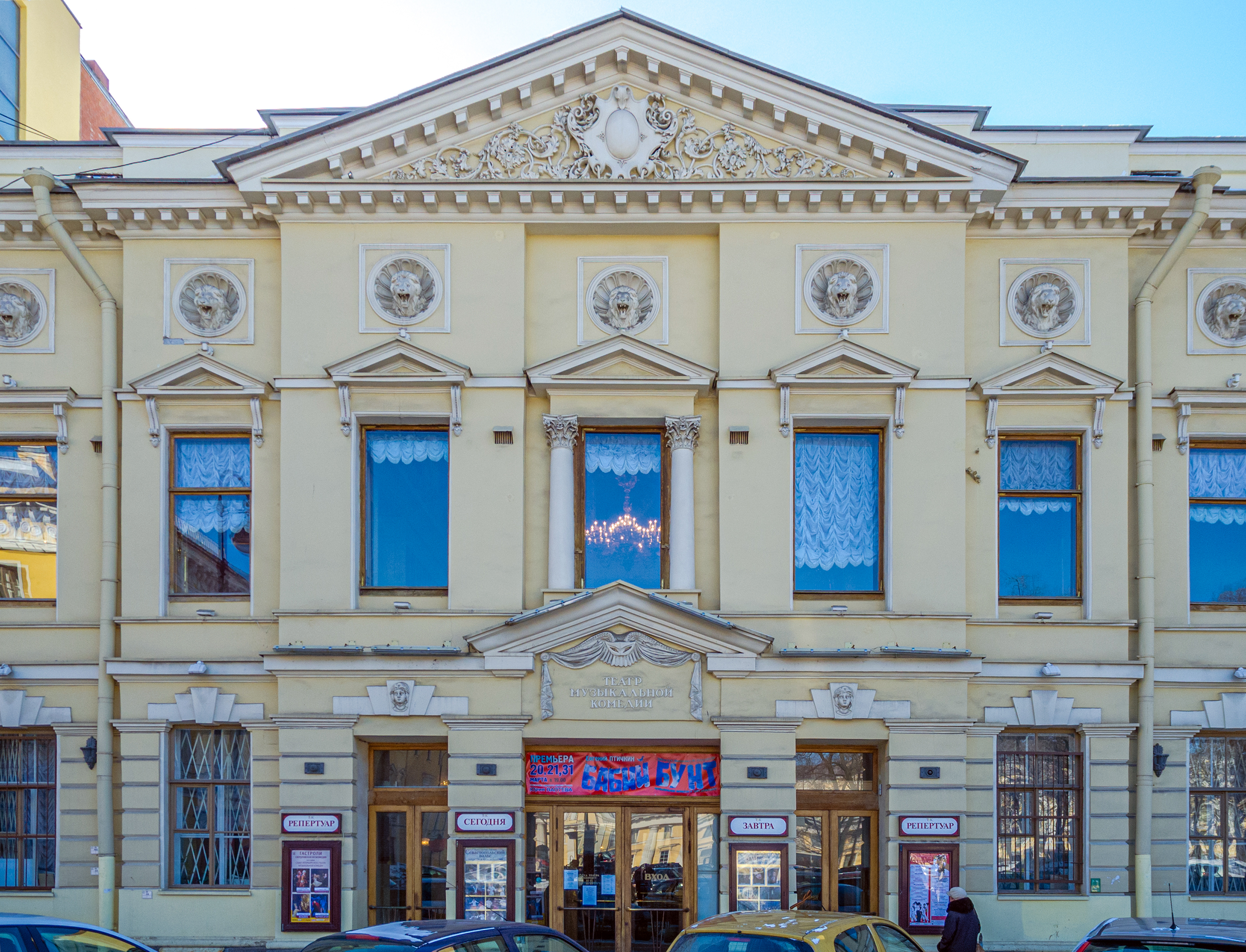
音乐喜剧剧院（Театр Музыкальной Комедии）
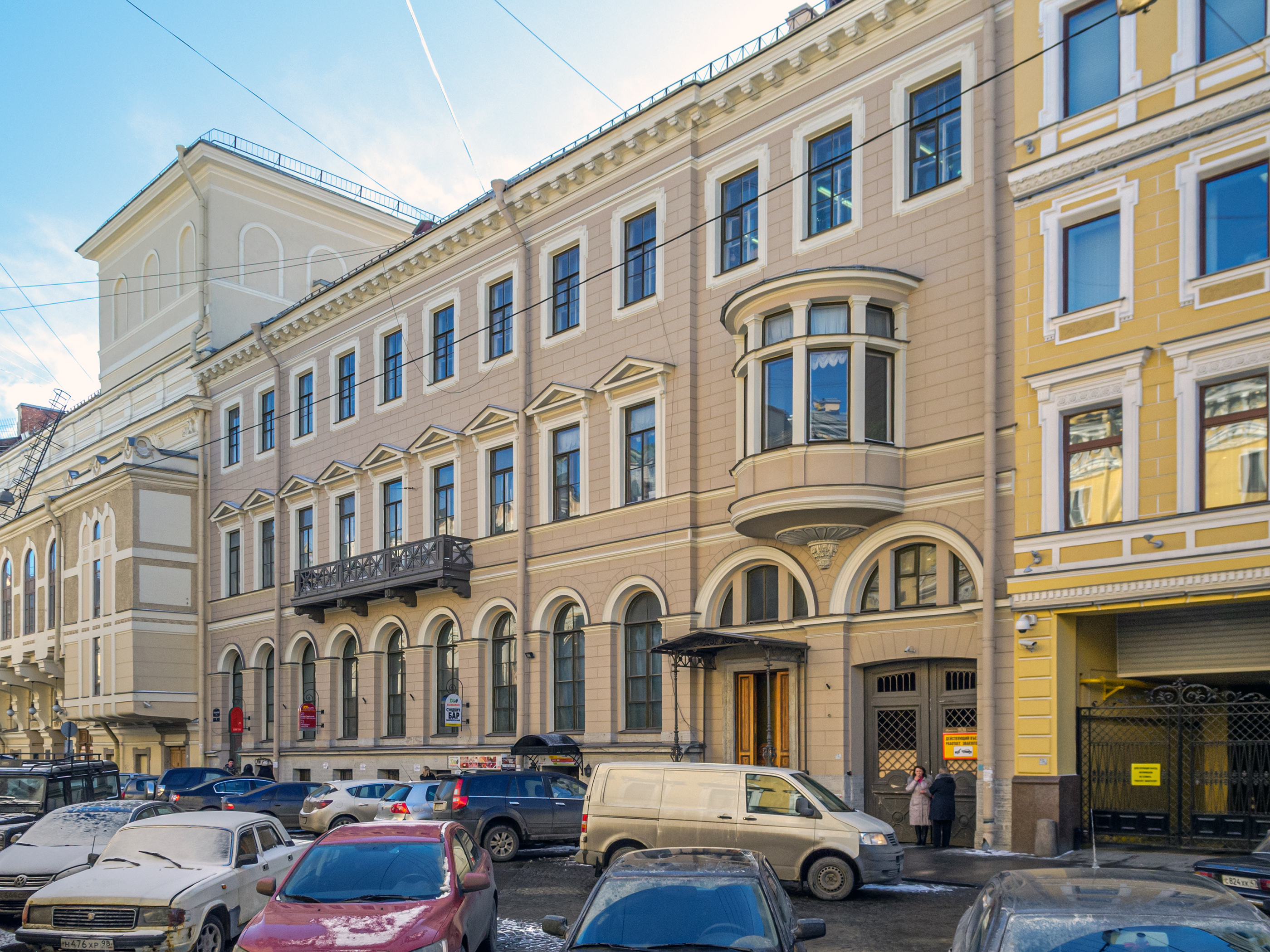
Особняк Гамбса — Центральное управление Главного общества российских железных дорог
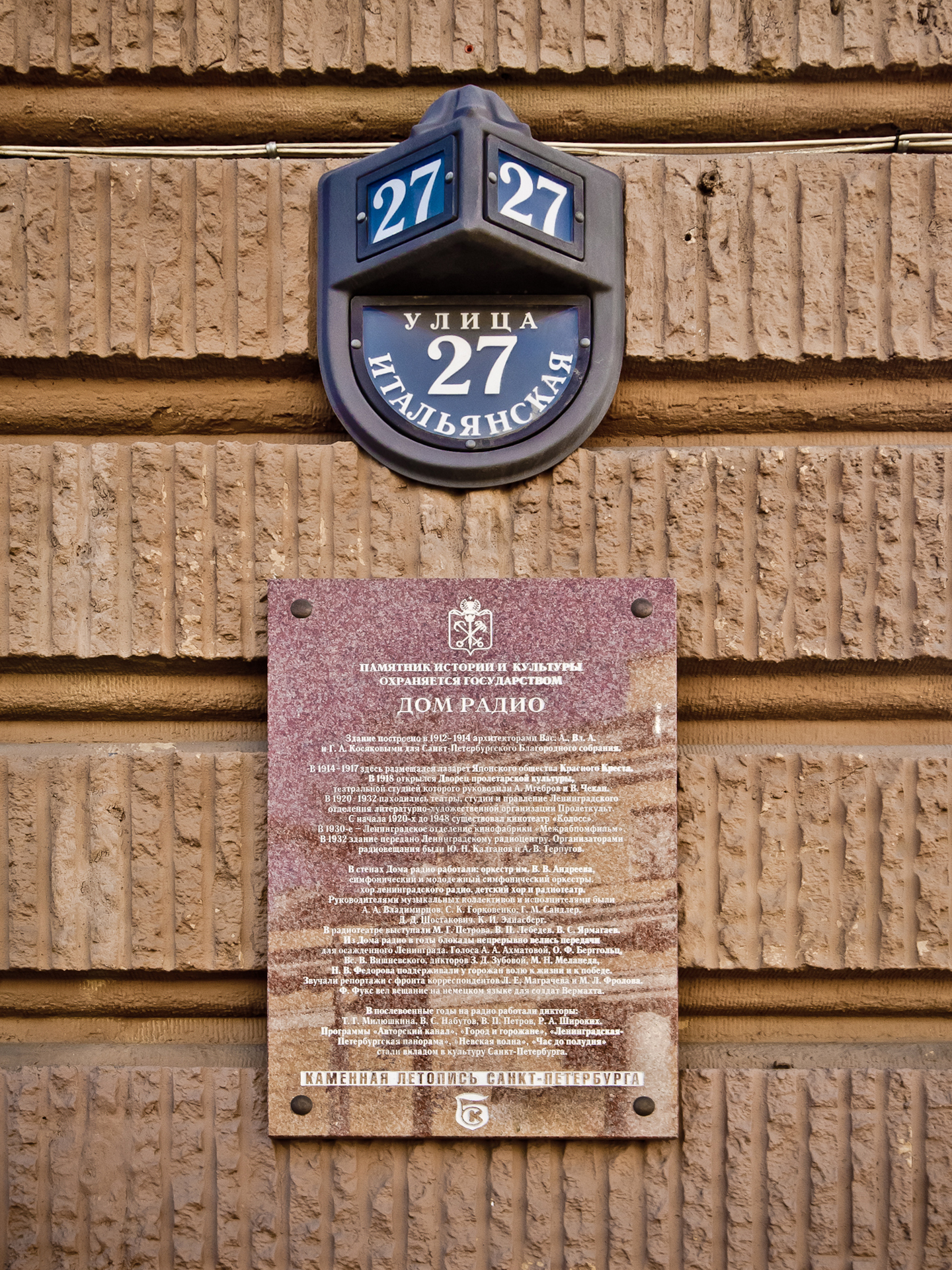
Мемориальная доска на стене Дома Радио
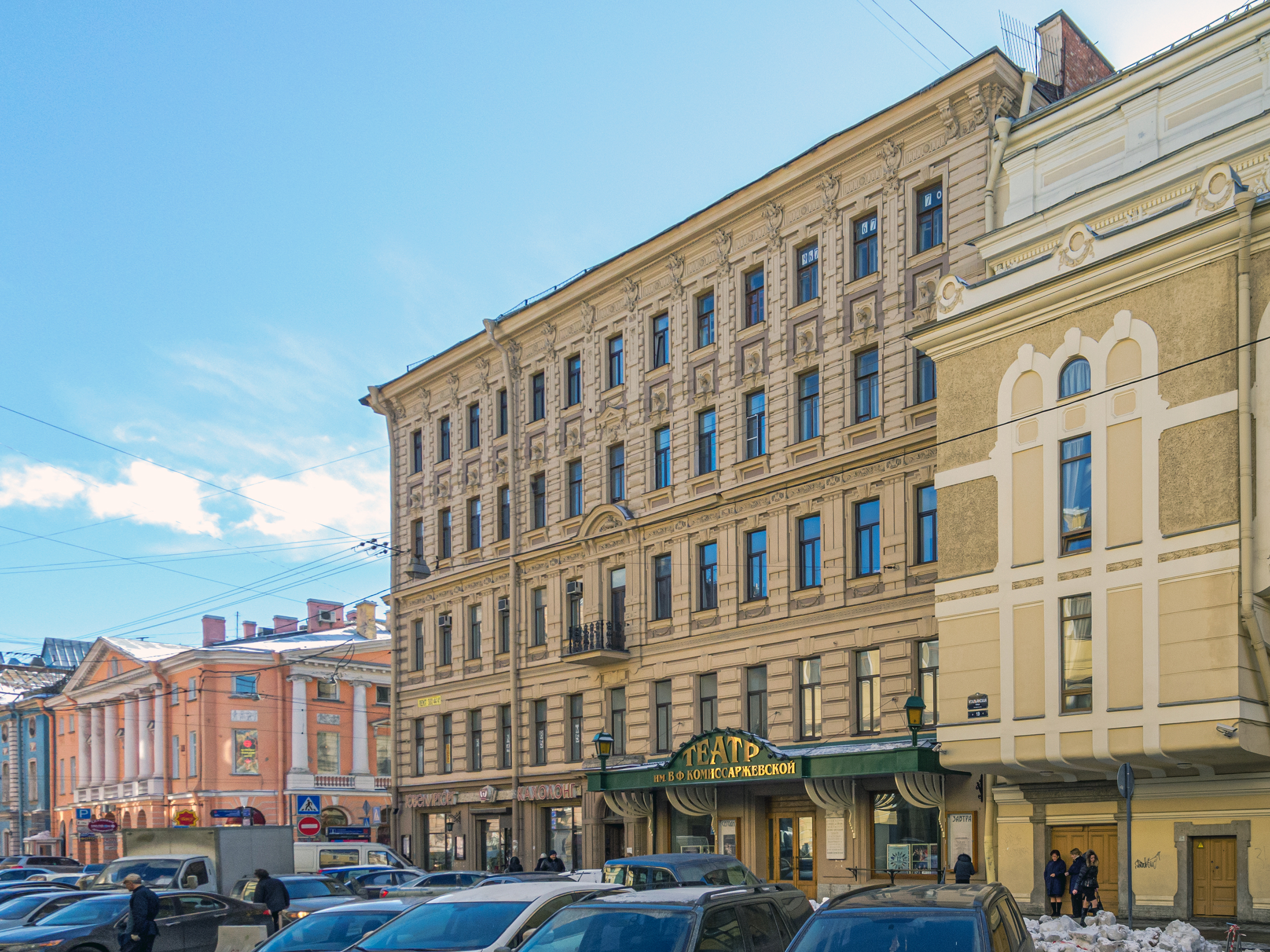
Академический драматический театр имени Комиссаржевской
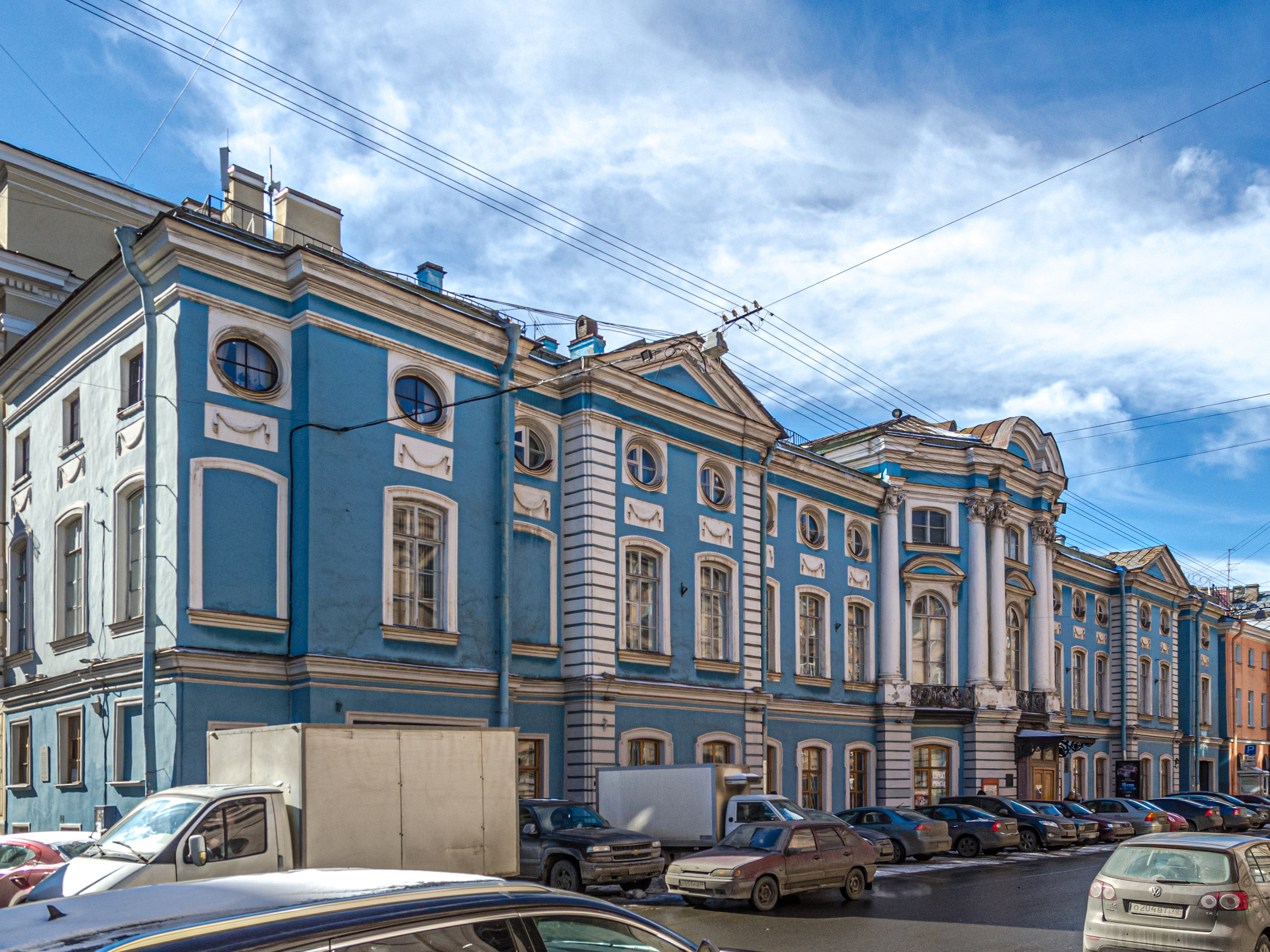
舒瓦洛夫宫（Дворец Шувалова），25号
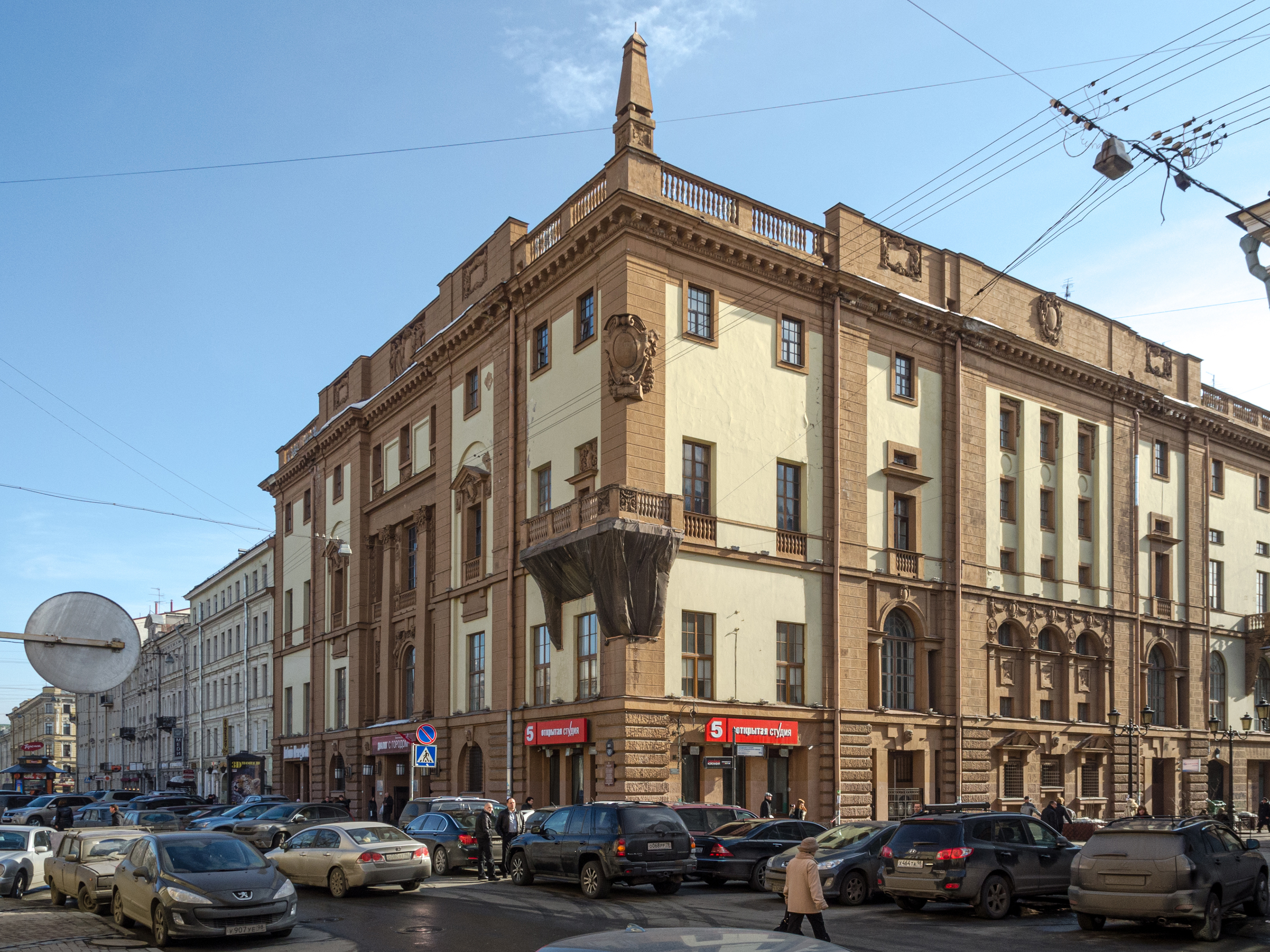
Благородное собрание — Дом радио

- 雅科夫列娃大楼
- 音乐喜剧剧院
- 舒瓦洛夫宫，25号
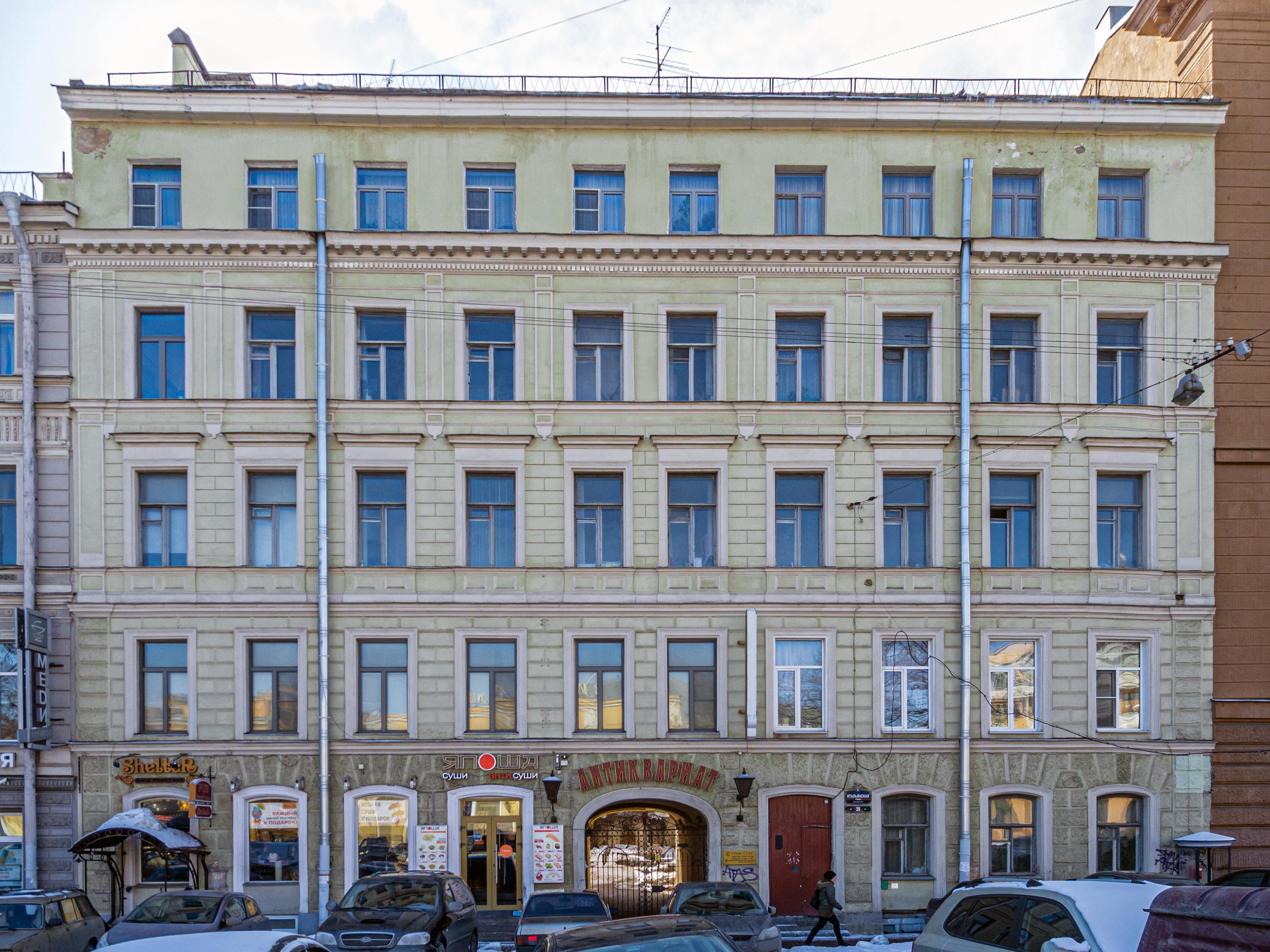
意大利街29号
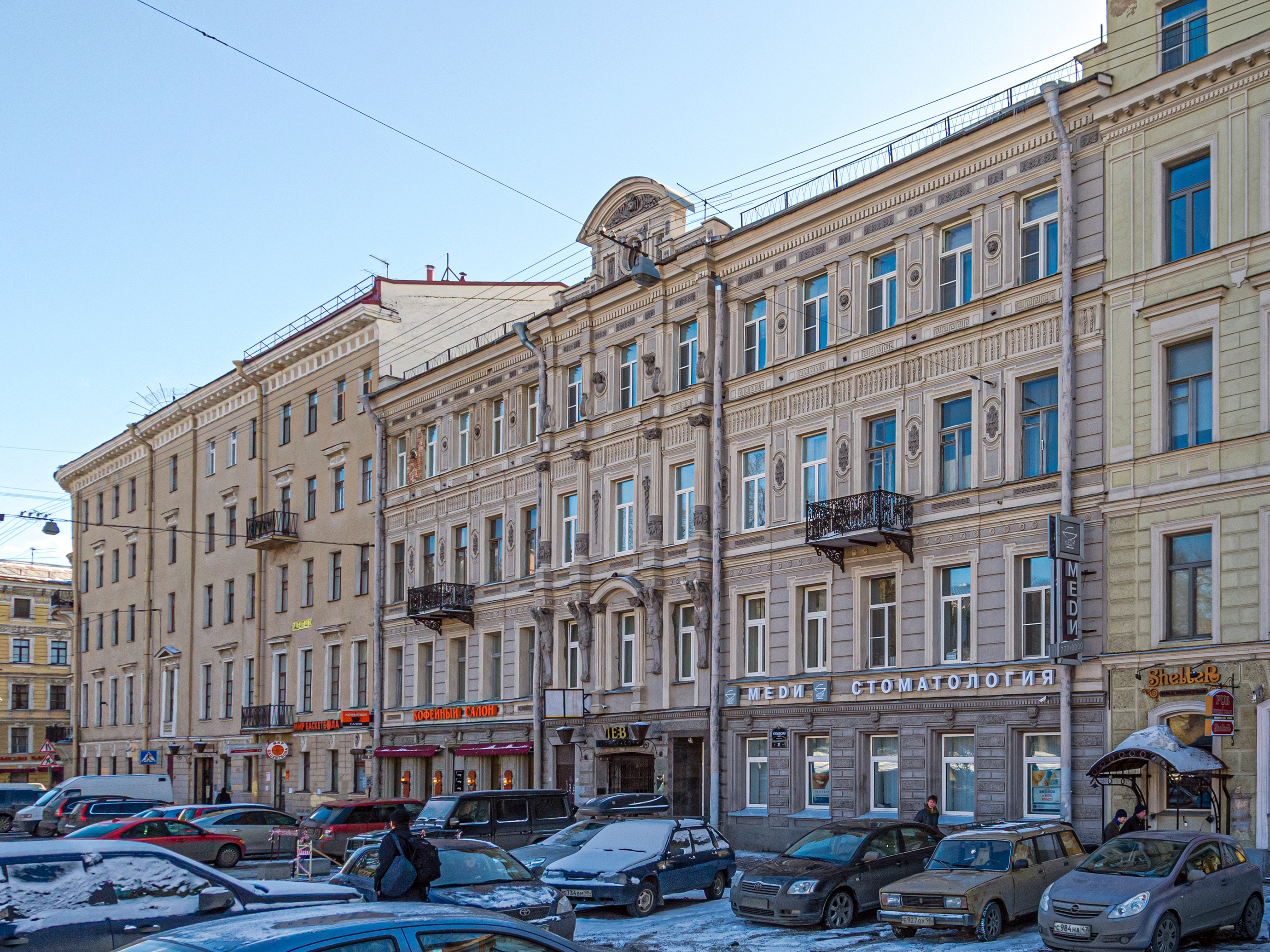
意大利街31号
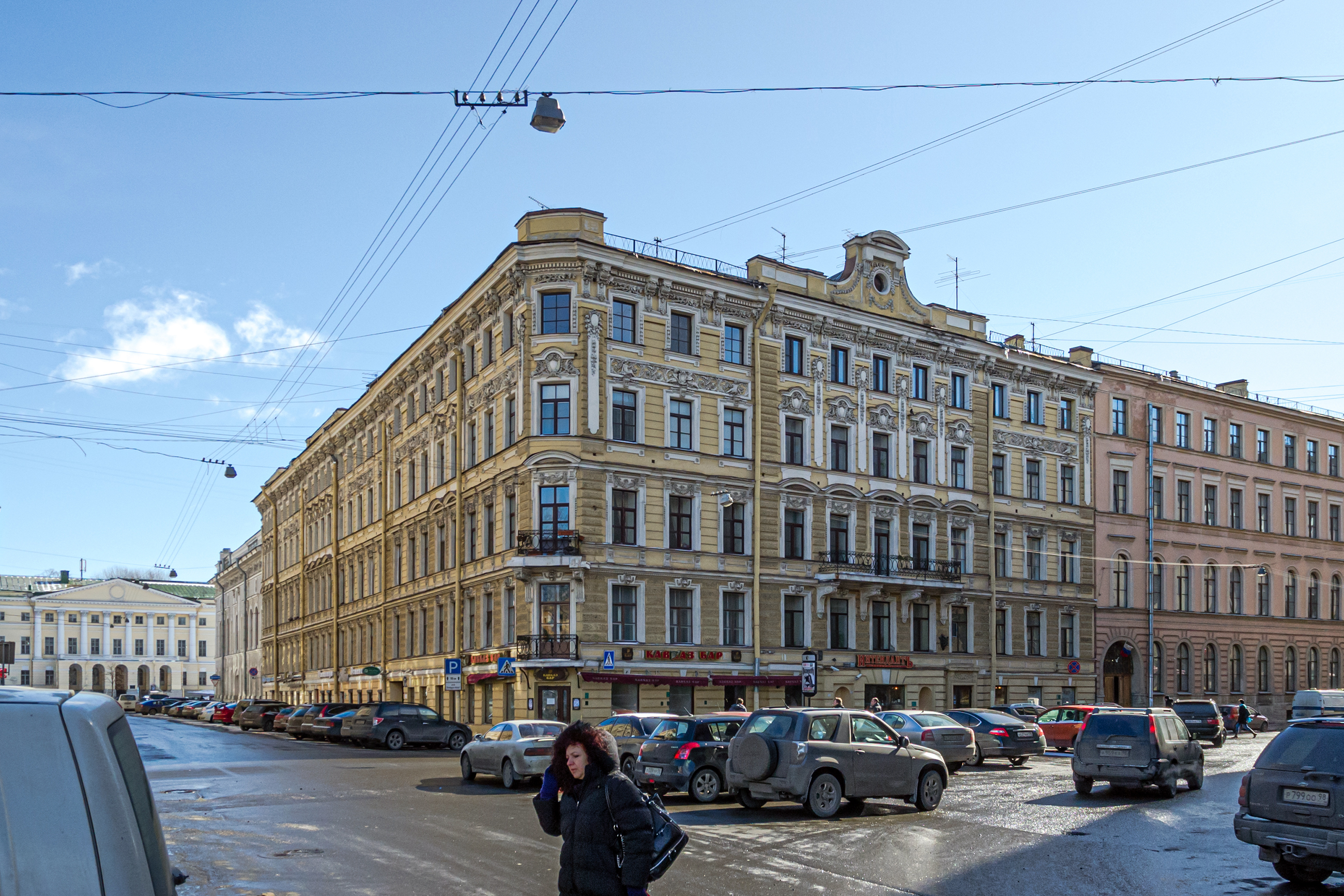
Доходный дом Мальцевой — Дом Фролова

耶稣会学院大楼（Дом коллегии иезуитов）：
意大利街1号、格里博耶多夫运河河岸8号：
一座古典主义建筑，由建筑师路易吉·鲁斯卡于1801-1805年建造。在1815年之前，这是一所耶稣会寄宿学院。后来曾辟为军事孤儿院。.
，
意大利街2号、格里博耶多夫运河河岸6号：.
天主教圣加大肋纳堂大楼（Дом костёла святой Екатерины）
意大利街3号：
建筑师路易吉·鲁斯卡（Luigi Rusca）设计的古典主义建筑。1839年，教区女子学校设在这里。1906年，改建为文理中学。祝福圣母玛利亚的胶囊？在这里被打开。.
雅科大楼（Дом Жако）
意大利街4号、艺术广场5号：
建筑师卡尔·罗西（Karl Rossi）设计的古典主义建筑。1900-1901年，芭蕾舞演员安娜·巴甫洛娃居住于此。
天主教圣加大肋纳堂大楼（Дом костёла святой Екатерины）
意大利街5号：
建筑师卡尔·罗西的古典主义建筑。1909-1910年，芭蕾舞演员安娜·巴甫洛娃住在这里。2002年，在房子的墙上安装了一块纪念牌
维尔戈尔斯基大楼（Дом Виельгорских）
意大利街6号、艺术广场4号：
歐洲大酒店（Гранд Отель Европа）
意大利街7号、米哈伊洛夫街1号
意大利街8号：
地标建筑（1893-1894），建筑师亚历山大·赫列诺夫.
贵族大会（Дворянское собрание）
意大利街9号、米哈伊洛夫街2号：
圣彼得堡爱乐交响乐团。古典主义建筑。立面由建筑师帕维尔·雅科（Pavel Jaco）于1834-1839年建造，由卡尔·罗西设计。1899-1901年，由维克多·施罗德重建。
雅科夫列娃大楼
意大利街10号、花园大街5号：
意大利街11号
意大利街12号、花园大街9号：
拉扎列夫大楼（Дом И. Л. Лазарева）
意大利街13号
亚历克辛大楼（Дом Алексина）
意大利街14号.
彭蒂希纳大楼（Дом Пентешиной）
意大利街15号.
四柱廊大楼（Дом с четырьмя колоннадами）
意大利街23号、花园大街12号：.
意大利街17号.
意大利街19号、花园大街7号：
舒瓦洛夫宫
意大利街25号.
意大利街27号
意大利街29号 
意大利街31号
意大利街37 号.
意大利街39号、丰坦卡河河岸21号

## 交通
- 涅瓦大道站（莫斯科-彼得格勒線）、圈樓站（涅瓦－瓦西利島線）